# Alloteropsis cimicina
Espèce
Classification phylogénétique
Alloteropsis cimicina est une espèce de plantes monocotylédones de la famille des Poaceae.

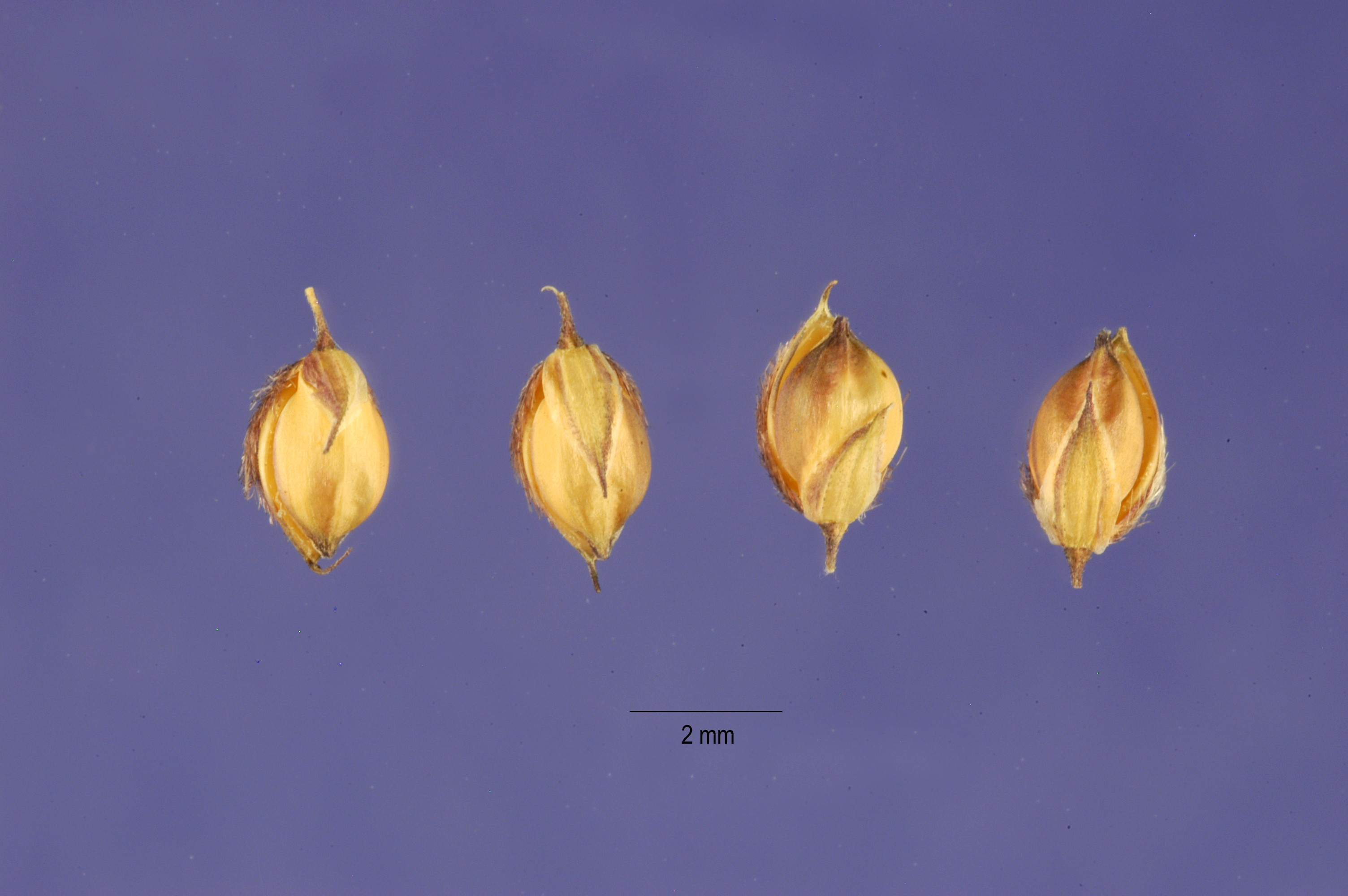
Détails de grains de Alloteropsis cimicina